# Ross (California)
Ross è una città degli Stati Uniti d'America situata nella contea di Marin, nello Stato della California.